# سامي مهدي (سياسي)
سامي مهدي (مواليد 21 سبتمبر 1988) سياسي بلجيكي من أصول عراقية حاصل على شهادة ماجستير بالقانون الدولي، عضو في الحزب المسيحي الديمقراطي الفلمنكي. عمل لفترة كمساعد برلماني،
عُيّن سامي مهدي وزيرا لشؤون اللجوء والهجرة في الحكومة البلجيكية الجديدة التي شكلت نهاية الشهر الماضي.
أثارت تصريحات منسوبة لسامي مهدي جدلا واسعًا، بعد الحديث عن اعتزامه ترحيل طالبي اللجوء الأجانب إلى بلادهم.